# De rode zwaan
De rode zwaan is een Nederlandse speelfilm uit 1999, geregisseerd door Martin Lagestee. Het is gebaseerd op het gelijknamige boek van Sjoerd Kuyper, die eerder Het Zakmes schreef.

## Verhaal
Na jaren in Frankrijk te hebben gewoond, keert grootvader Jakob terug naar zijn geboortehuis. Hij heeft het huis gekocht en zijn kleinzoon Jakob komt tijdens de herfstvakantie meehelpen om het op te knappen.
Als opa bij het opknappen van het huis uitglijdt en zich bezeert, komt er een oudere dame uit de buurt op hem passen. De dame blijkt het buurmeisje uit opa's jeugd te zijn. Zij vertelt Jakob over opa's rode zwaan, een houten speelgoedbeest dat hij altijd bij zich had en waarover hij nu in zijn koortsdromen van alles roept. Omdat opa de rode zwaan ooit is kwijtgeraakt, besluit Jakob om hem te zoeken in de hoop dat dit opa beter zal maken.
Net aan zijn zoektocht begonnen, komt Jakob in een "sprookjeswereld" terecht, waar hij het meisje Neeltje ontmoet. Samen beleven zij spannende avonturen met "het Houtvolk" en "de Karpermannen". Jakob en Neeltje zetten alles op alles om de rode zwaan te vinden en hierbij blijken opa's verhalen te kunnen helpen...

## Cast
| Acteur                 | Personage               |
| ---------------------- | ----------------------- |
| André van den Heuvel   | Grootvader              |
| Annet Nieuwenhuijzen   | Neeltje (oudere dame)   |
| Rufus Heikens          | Jakob                   |
| Sanne Himmelreich      | Neeltje (meisje)        |
| Saskia van der Heide   | Murra                   |
| Nick Majoor            | Vezel                   |
| Pierre Bokma           | Generaal                |
| Liz Snoijink           | Koningin Houtvolk       |
| Ariane Schluter        | Dokter                  |
| Marloes van den Heuvel | Moeder                  |
| Thekla Reuten          | Dochter van de generaal |